# 阿克塞尔·扬松
阿克塞尔·扬松（瑞典語：Axel Jansson，1882年4月24日—1909年9月22日），瑞典男子射击运动员。他曾代表瑞典参加1908年夏季奥林匹克运动会射击比赛，获得男子团体300米自由步枪三姿银牌。